# UiPath
UiPathは、ロボティック・プロセス・オートメーション（RPAまたはRPAAI）のプラットフォームを開発するグローバルなソフトウェア会社である。

## 歴史
UiPathは、ルーマニアの起業家であるDaniel DinesとMarius Tîrcăによって2005年に設立された。同社はブカレストから始まり、後にロンドン、ニューヨーク市、バンガロール、パリ、シンガポール、ワシントンDC 、東京にオフィスを開設した。2017年、同社は従業員数が590人となり、本社をニューヨークに移転した。 2016年の顧客数は100社であったが、2017年には700社に増加した。 2019年現在、UiPathは世界中で5,000社を超える顧客を抱えている。 
ガートナーの市場シェアのデータによると、UiPathは2017年のシェア5位から2018年のシェア1位に上昇した。 
2019年9月、UiPathはForbes Cloud100で3位にランクされた。 同社は、2019年9月30日のフォーブス印刷版の特集に掲載された。
UiPathは、2019年11月6日にデロイトテクノロジーファスト500で1位にランクされた。 
2020年4月、UiPathは、Financial Times 1000、FT1000ランキングでトップテクノロジー企業および総合2位に選ばれた。南北アメリカで最も急成長している企業2020とされた 。 
2020年6月、UiPathはCNBC Disruptor 502020に指名された。 
2020年9月16日、UiPathはForbes Cloud 1002020で2年連続で3位にランクされた。 

## 資金調達
2015年8月、UiPathは、Credo VenturesとSeedcampを支援者として、Earlybird Venture Capitalが主導する160万米ドルの初期シード資金調達ラウンドを終了した。 
2017年4月、UiPathは、Accelが主導するヨーロッパで最大のシリーズAラウンドの資金調達の1つに3000万ドルの投資を受領した。以前の投資家であるアーリーバードベンチャーキャピタル、クレドベンチャーズ、シードキャンプも参加した。 
2018年3月6日、UiPathはAccel、 CapitalG 、およびKleiner Perkins Caufield ＆ Byersから1億5300万ドルの投資を受け、同社の評価額は11億ドルとなった。 
2018年9月18日、UiPathはCapitalGとSequoia Capitalが主導する資金調達ラウンドで2億2500万ドルを30億ドルの評価額で調達した。
2019年4月30日、UiPathは、AlphabetのCapitalG、Sequoia、Accel、Madrona Venture Group、IVP、Dragoneer、Wellington、Sands Capital、 T. Rowe Price ＆ Associatesの参加を得て、ヘッジファンドCoatue Managementが主導するシリーズDラウンドの資金調達で5億6800万ドルを調達した。これにより、同社は当時70億ドルの評価額であるとしている。 
2020年7月13日、UiPathは102億ドルの評価額で2億2500万ドルを調達した。 
2020年12月17日、UiPathは、新規株式公開のために米国証券取引委員会に機密の登録届出書草案を提出した   。 